# Decapoli (Alsazia)
La Decapoli (in francese Décapole, in tedesco Zehnstädtebund o Dekapolis) è stata l'alleanza di dieci città libere alsaziane all'interno del Sacro Romano Impero in una lega fondata nel 1354 e sciolta nel 1679.
Il Re dei Romani e futuro Imperatore del Sacro Romano Impero Carlo IV ratificò nel 1354 la lega che comprendeva le città di: 
- Haguenau
- Colmar
- Wissembourg
- Turckheim
- Obernai
- Kaysersberg
- Rosheim
- Munster
- Sélestat
- Mulhouse, sostituita da Landau dopo il 1515
- Seltz dal 1358 al 1418

Haguenau divenne capoluogo dopo che Strasburgo, ugualmente città libera, rimase fuori dalla lega. La Decapoli aveva la vocazione di favorire la cooperazione tra le città che ne facevano parte, senza arrivare ad una loro unione politica. Secondo gli storici la particolarità dell'istituzione era, oltre all'alleanza militare, la mutua assistenza finanziaria in caso di bancarotta. 
L'indipendenza delle città favorì la spartizione delle campagne alsaziane tra un gran numero di signori ecclesiastici e laici. Nel 1515, la Repubblica di Mulhouse si ritirò dalla Decapoli per allearsi ai cantoni svizzeri. Fu allora sostituita dalla città di Landau.
La lega subì fortemente la guerra dei Trent'anni, che distrusse la regione e permise alla Francia di annettere gran parte delle città in seguito al Trattato di Vestfalia del 1648. Solo la Repubblica di Mulhouse conservò la sua indipendenza. La firma del Trattato di Nimega nel 1678 segnò la fine della Decapoli.

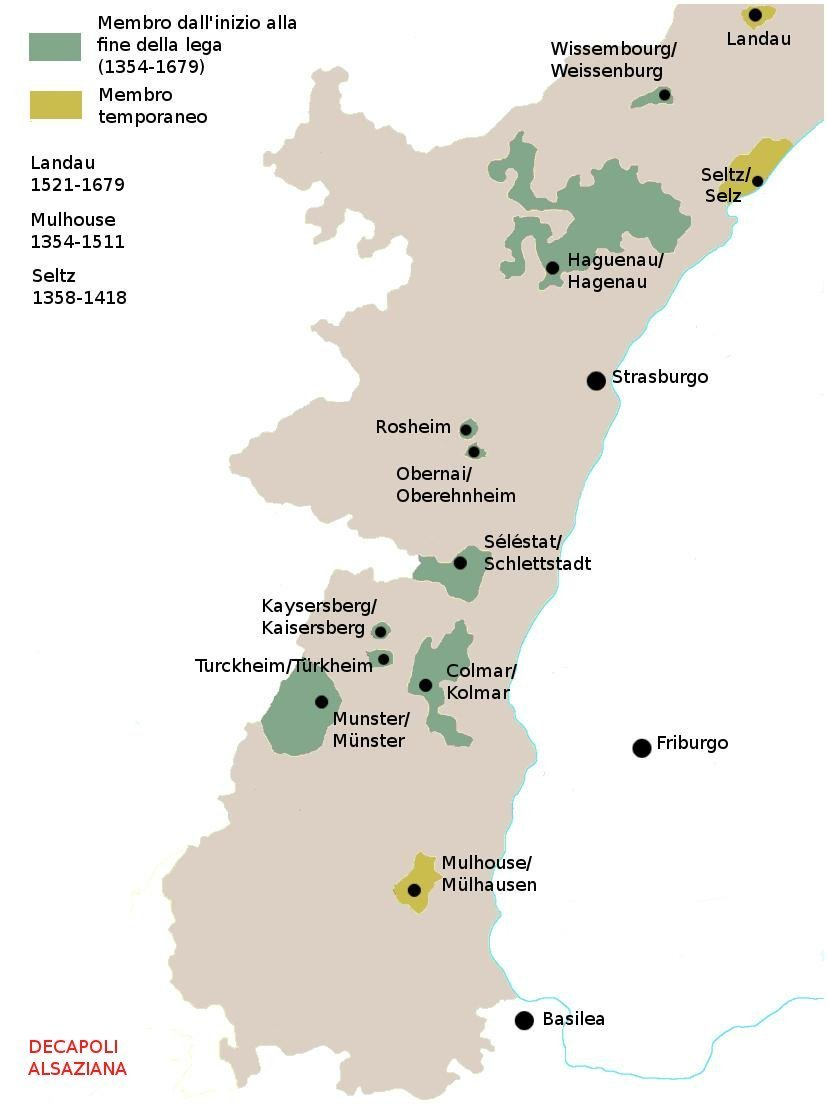
Una mappa illustrante la Decapoli alsaziana (1354-1679)